# StealthNet
StealthNet是一個匿名的點對點技術文件共享軟體，它以RShare用戶端為基礎並做出了強化。

## 特點
- 續傳中斷下載的檔案。

## 缺點
- 沒有關於網路協定的技術文件。
- 匿名性未經證實。
- 原始碼无文档。
- 仅公開部分原始碼。

## 外部連結
- 官方網站（页面存档备份，存于） （德文）